# Introducing Sparks
Introducing Sparks is het zevende album van de gebroeders Mael en het zesde onder de bandnaam Sparks, zij het dat hun eerste album, oorspronkelijk uitgebracht onder de naam Halfnelson (1971) het jaar daarop eveneens werd heruitgebracht onder de naam Sparks. In 1969 had men al onder eigen beheer een demo-album uitgebracht waarvan slechts twee nummers later zouden worden gebruikt voor hun officiële debuut. Hun carrière bevindt zich in een neerwaartse spiraal en Island Records besteedt te weinig aandacht aan hun albums vinden de heren. Vandaar deze eenmalige overstap naar CBS en de titel. Island Records wordt wel als rechthebbende vermeld.
Met dit album richten Ron en Russell Mael zich nadrukkelijk op de Amerikaanse markt, met Amerikaanse sessie-muzikanten en een uitgesproken West Coast sound, die hier en daar doet denken aan de Beach Boys en Jan & Dean, artiesten die actief waren tijdens de jeugd van de Maels in Los Angeles. Ook de wat bizarre naam voor een zevende album wijst naar een herstart ten opzichte van hun oorspronkelijke thuisland, waar ze altijd een cultband waren en de sterke behoefte bestond om daar door te breken na hun successen in Europa, de jaren daarvoor.
Het wordt een debacle. CBS promoot nog minder en het album geeft geen enkele vernieuwing ten opzichte van het vorige album. Het verkoopt ronduit slecht. Het wordt ook algemeen gezien een van de slechtste Sparks-albums gevonden. Juist vanwege CBS en de matigheid van het album wordt het album pas in 2007 op de cd geperst; niet bij een officiële platenmaatschappij, maar in eigen beheer. Alles dat zou kunnen verwijzen naar CBS ofwel Island is verdwenen. Er zijn twee versies; één met Ron Mael voorop en één met Russell Mael voorop (de ander staat dan op de achterkant); vreemd genoeg zijn de prijzen van beide albums via de grote internetwinkel Amazon.com verschillend.

## Musici
Voor dit album werd een keur aan gerenommeerde Amerikaanse sessie-muzikanten ingeschakeld, die letterlijk per uur werden betaald. Bekende namen daaronder zijn David Foster, Lee Ritenour en Thom Rotella. Ron Mael speelt, zoals op ieder album van Sparks keyboards en is de belangrijkste componist. Twee nummers halen de eindproductie niet en zijn tot op heden nog onuitgebracht; "Keep Me" en "Kidnapped". Ook op de cd-versie die in 2007 verschijnt worden die niet opgenomen.

## Composities
Allen door Ron en Russell Mael.
- A big surprise (single)
- Occupation
- Ladies
- I’m not
- Forever young
- Goofing off
- Girls on the brain
- Over the summer (single)
- Those mysteries